# Leszek Lejczyk

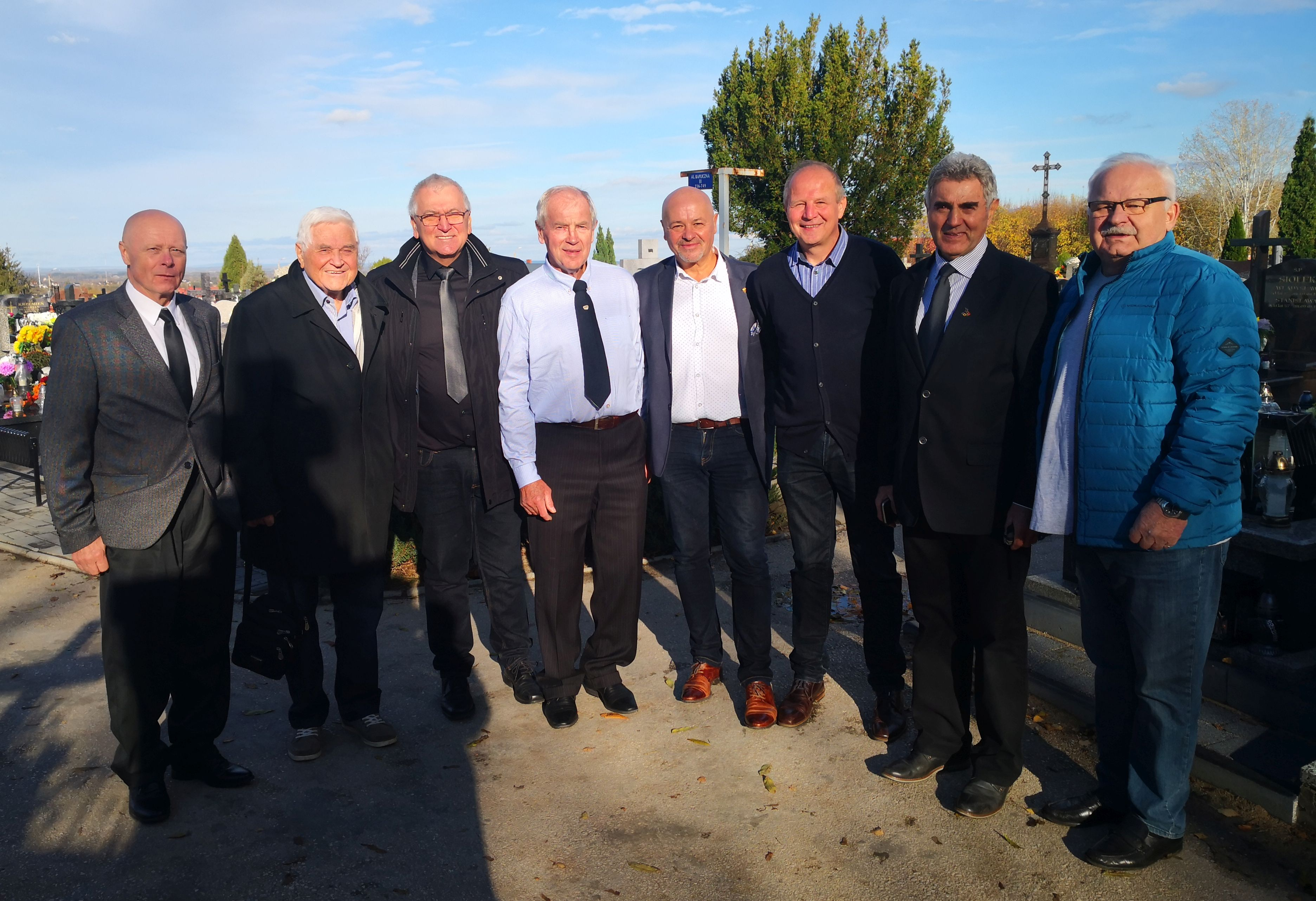
Marek Marcińczak, Leszek Lejczyk, Henryk Gruth, Mieczysław Jaskierski, Gabriel Samolej, Jacek Szopiński, Józef Batkiewicz i Mieczysław Nahuńko (w kolejności od lewej do prawej) uczestniczyli w ostatnim pożegnaniu hokeisty i trenera Jerzego Mruka na cmentarzu w Busku-Zdroju 4 listopada 2023 r.

Leszek Lejczyk (ur. 23 marca 1943) – polski hokeista, trener.

## Życiorys
Urodził się 23 marca 1943. Jako hokeista był wychowankiem KTH Krynica, występował także w barwach ŁKS Łódź. Po zakończeniu kariery zawodniczej został trenerem hokejowym. Był konsultantem przy tworzeniu filmu dokumentalnego pt. Hokej z 1976. Pełnił funkcję trenera ŁKS-u Łódź od 1981 do 1984. Następnie sprawował stanowisko szkoleniowca reprezentacji Polski od 1984 do 1989 (zrezygnował po turnieju MŚ 1989 w którym Polska została zdegradowana z Grupy A) oraz od 1990 do 1992. Później pełnił funkcje w strukturach Polskiego Związku Hokeja na Lodzie: dyrektora sportowego, szefa wyszkolenia oraz zasiadł w wydziale szkolenia.

## Odznaczenia i wyróżnienia
- Krzyż Kawalerski Orderu Odrodzenia Polski (2000)[9]
- Członek honorowy PZHL[10]
- Odznaka „Złoty herb Krynicy” (2004)[11]